# 남재여모
남재여모(중국어: 男才女貌, 병음: Nán cái nǚ mào 난차이뉘마오[*], 한자음: 남재여모, 영어: Boy & Girl 보이 앤드 걸[*])는 임심여, 육의, 증려 주연의 TV 드라마이다.
중국중앙방송을 통해 방영된 《남재여모》는 2003년 방영된 CCTV 현대극 중 시청률 1위, 전체드라마 중 시청률 2위를 기록하였다. 한국에서는 ABO와 iTV를 통해 2004년 방영되었다. 드라마의 성공에 힘입어 이후, 후속편은 물론 영화로 제작되기도 하였다.

## 출연
- 임심여 (쑤라, 苏拉 역)
- 육의 (추스, 邱石 역)
- 증려 (옌루위, 颜如玉 역)
- 위샤오웨이 (류하오둥, 刘浩东 역)
- 풍소위 (인산, 尹杉 역)

## 주제곡
아두 - 他一定很愛你(타일정흔애니)

## 내용
상하이의 유명 대학을 졸업했지만 역사학과라는 이유로 여러 차례 퇴짜를 맞은 쑤라는 남자친구에게조차 미래가 불투명하다는 이유로 버림을 받는다. 남자친구와 결별로 상처입은 채 울고 있는 쑤라와 부딪힌 젊은 CEO 츄스는 그녀에게 묘한 감정을 느끼고 다시 만나기 위해 며칠 동안 내내 지하철역을 서성인다. 옌루위와 함께 살고 있었던 기숙사에 실수로 불을 내는 바람에 쫓겨난 쑤라는 경찰서로 불려가게 되고 친구를 만나기 위해 경찰서를 찾은 츄스는 마침내 쑤라를 다시 만나게 된다.